# 古今亭菊千代
古今亭 菊千代（ここんてい きくちよ、1956年7月24日 - ）は、女流落語家。本名：野口 泰代。東京都板橋区出身。

## 来歴
桜美林大学文学部卒業。大学で落語研究会に属し、広告代理店に勤めていた。偶然対談した柳家小さんの「（女性でも）要はうまけりゃいいんだ」の一言で退職願を出し、末広亭の楽屋口で二代目古今亭圓菊を待ち伏せ、弟子入りを直訴したという。
1984年7月に二代目古今亭圓菊に27歳で入門。同年10月古今亭菊乃を名乗り前座修行。1988年9月に二ツ目昇進。
1993年3月に三遊亭歌る多と共に落語四百年の歴史の中で初の女真打に昇進。菊千代を名乗る。同年、噺家修業の旅に出る。東京・日本橋から京都・三条大橋まで、東海道五十三次の辻々で落語を演じる。
2001年には朝鮮民主主義人民共和国を訪問して朝鮮語の落語を演じている。

## 芸歴
- 1984年7月∶二代目古今亭圓菊に入門、前座名「菊乃」。
- 1988年9月∶二ツ目昇進。
- 1993年3月∶真打昇進、「古今亭菊千代」と改名。

## 人物
- 芸人9条の会メンバー。
- 浅草演芸ホール8月中席で毎年行われる住吉踊り連に所属している。

## メディア出演
- 生放送!お笑い名人会「笑いと恐怖のハリセン大喜利」のアシスタント（1985年-1988年、テレビ東京）
- 爆笑おもしろ寄席「笑いと恐怖のハリセン大喜利」のアシスタント（1988年、テレビ東京）
- 花王 愛の劇場「ひとり家族」（1994年、TBS）

## 著書
- 古今亭菊千代噺家です（日本出版社、1995年6月）
- 体験！子ども寄席　落語でわかる江戸文化（文）古今亭菊千代（絵）水野ぷりん（監修）車浮代（偕成社、2013～2014年、全５巻）

## 弟子

### 真打
- 古今亭駒子